# Verband der Studierenden aus Kurdistan
Der Verband der Studierenden aus Kurdistan e. V. (Kurmanci: Yekîtiya Xwendekarên Kurdistan; Kirmanckî: Yewîya Wendekaranê Kurdîstanî, kurz YXK) ist ein Dachverband kurdischer Studierender in Europa. Zahlreiche Hochschulgruppen in verschiedenen europäischen Großstädten gehören dem Verband an.
Die YXK betrachtet es als ihre Hauptaufgabe, der studentisch-universitären und allgemeinen Öffentlichkeit in Europa ein Verständnis über die kurdische Frage und den mit ihr zusammenhängenden Konflikt zu ermöglichen. Außerdem soll das Bewusstsein für eine eigenständige kulturelle Identität in der Emigration so wie in Kurdistan gefördert und damit zu ihrer Bewahrung beigetragen werden.

## Geschichte und Aufgaben
Nach Darstellung des YXK wurde der Verband nach einer Konferenz von 75 Studierenden aus 16 deutschen Hochschulen am 12. und 13. Dezember 1991 an der Ruhr-Universität Bochum gegründet. Vorausgegangen war die Absicht einer Organisierung kurdischer Studierenden unter einem Dachverband in Europa. Dem Dachverband gehören laut Homepage momentan Hochschulgruppen in Deutschland, Frankreich, Großbritannien, Niederlande, Österreich, Dänemark, Schweden, Norwegen und der Schweiz an. Außerdem gebe es Beziehungen zu studentischen Gruppen in Kurdistan.
Regelmäßige Aktivitäten umfassen nach eigenen Angaben unter anderem die Hüseyin-Çelebi-Literaturpreisveranstaltung, das Hallenfußballturnier zu Ehren des gefallenen Kameraden Delil Ates, diverse Seminare, Podiumsdiskussionen, kurdische Filmtage in Hamburg und Köln, Infostände, Konzerte, Sommer- und Winterakademien, Delegationsreisen und Kurdischkurse. Ferner werden regelmäßig Aktionen für die Freilassung Abdullah Öcalans durchgeführt.

## Die Verbandszeitschrift Ronahî
Die Ronahî (dt. Licht), ist die vierteljährlich erscheinende Verbandszeitschrift des Verbandes und thematisiert in der Zeitschrift Texte von Autoren, die Mitglied in der YXK sind. Thematisiert werden eigene politische Analysen zu aktuellen Geschehnissen, sowie Themen zu den Rubriken: Ökologie, Theorie, Gender, Kultur und Wissenschaftliche Arbeiten.

## PKK-Nähe
Der Verband der Studierenden aus Kurdistan gilt als der verbotenen Untergrundorganisation PKK nahestehend. Der im Oktober 1992 getötete PKK-Kämpfer Hüseyin Çelebi, welcher bei der Gründung der YXK aktiv beteiligt war, wurde posthum zum Ehrenvorsitzenden der YXK ernannt.